# Annegret Cratz

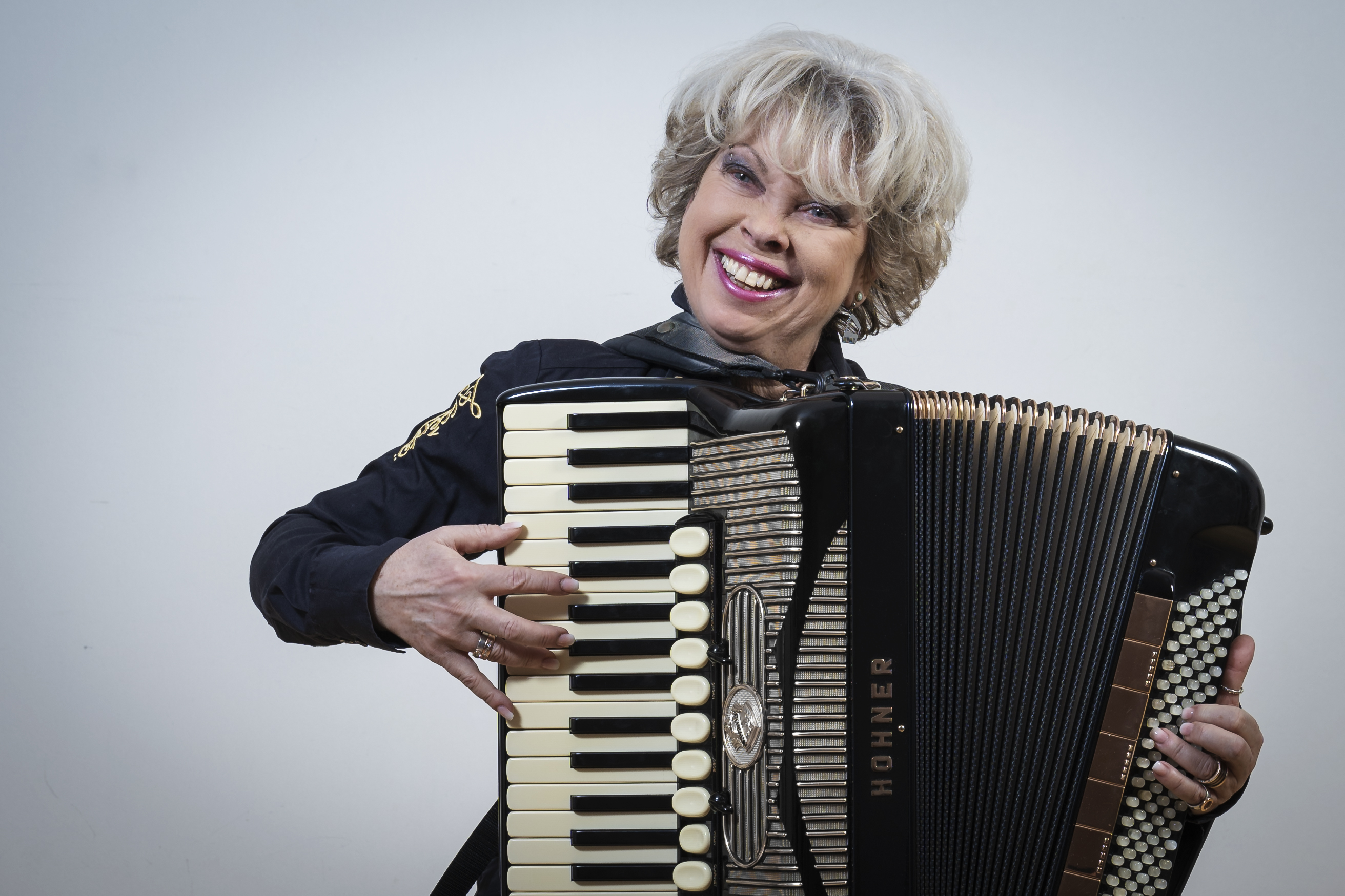
Annegret Cratz (2020)

Annegret Cratz (* 28. September 1957 in Wiesbaden) ist eine deutsche Akkordeonistin.

## Berufliches
Annegret Cratz erhielt im Alter von acht Jahren den ersten Akkordeonunterricht bei Regina Walther, der Ehefrau des Wiesbadener Akkordeondozenten Dietmar Walther.

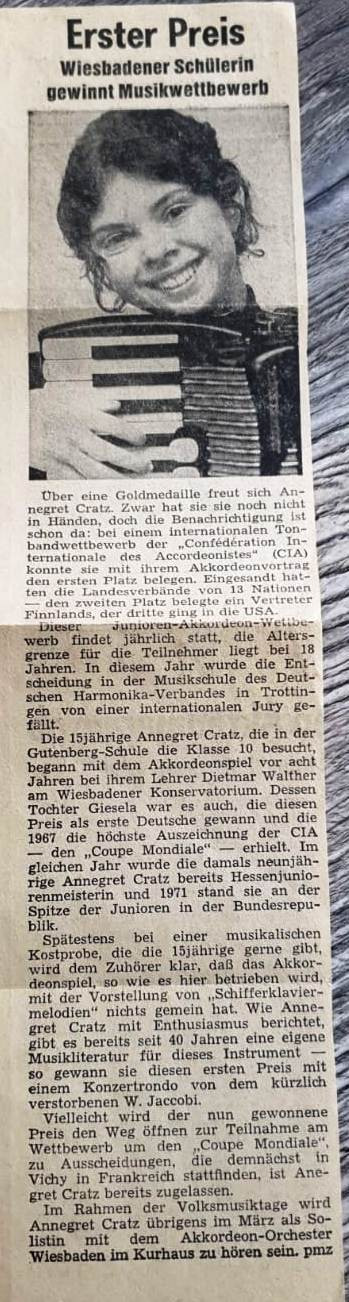
Annegret Cratz gewinnt 1973 den internationalen Tonbandwettbewerb

Nach kurzer Zeit wechselte sie an das Wiesbadener Konservatorium zu Dietmar Walther selbst. Im Alter von neun und elf Jahren gewann sie jeweils die Hessenmeisterschaft. Es folgte die Teilnahme am Wettbewerb Jugend musiziert mit dem Gewinn auf Bundesebene, 1971 in Altersstufe II, 1973 in Altersstufe III.
Im selben Jahr nahm Annegret Cratz am internationalen Tonbandwettbewerb der CIA (Confédération Internationale des Accordéonistes) teil. Das von ihr eingereichte Tonband wurde zunächst in Deutschland nominiert, um danach in Neuseeland an der Endausscheidung teilzunehmen. Gegen die Konkurrenz der aus 13 Nationen eingeschickten Bänder konnte sie diesen weltweiten Wettbewerb für sich entscheiden. Daraus folgte eine Einladung zum Coupe Mondiale, der im selben Jahr (1973) in Vichy/Frankreich stattfand. Dort durfte sie sich als Jugendpreisträgerin im Fest- und Abschlusskonzert präsentieren.
Nach dem Abitur 1976 studierte Cratz an den Universitäten Frankfurt und Mainz Pädagogik (Hauptfach), Psychologie und Philosophie (Nebenfächer) bis zum Vordiplom.
Im Juni 1979 absolvierte sie die Aufnahmeprüfung für Akkordeon (Hauptfach bei Dietmar Walther) und Cembalo (Nebenfach bei Hans Kunz, Kantor der Bergkirche Wiesbaden) am Wiesbadener Konservatorium und schloss das Studium 1983 mit der Bestnote ab.
Im selben Jahr begann sie als Lehrkraft für Akkordeon am Wiesbadener Konservatorium, später Wiesbadener Musik-& Kunstschule.
Sie beendete ihre Unterrichtstätigkeit im Juli 2015 und wohnt jetzt in Heppenheim
Im Jahr 1985 gründete sie mit dem Akkordeonisten Jörg Mehren (* 1964) das „Duo Concertante“. Es folgten Konzerte im In- und Ausland, sowie die Einladungen, als erste Akkordeonisten beim Rheingau Musik Festival mitzuwirken. 1989 erschien die erste CD, Duo Concertante, 1995 die Veröffentlichung der CD Tango Nuevo.
Die Fernsehsender Hessischer Rundfunk (HR) und Südwestrundfunk (SWR) luden das Duo Concertante zu verschiedenen Fernsehsendungen und -aufnahmen ein, so z. B. Fröhlicher Weinberg.
Der Entertainer Vico Torriani engagierte das Duo 1989 zu seiner 3-wöchigen Weihnachtstournee mit insgesamt 22 Konzerten.
Ab dem Jahr 2002 begann Cratz, in verschiedenen kammermusikalischen Besetzungen zu arbeiten.
In vielen Konzerten arbeitete sie mit dem Entertainer, Schauspieler, SWR4-Moderator und Sprecher des ZDF, Nick Benjamin († 2018), zusammen.
Im Kirchenkonzertbereich begleitet sie ebenfalls seit 2002 den Blockflötisten Hans-Jürgen Hufeisen, mit dem sie im In- und Ausland zusammen auftritt, zuletzt geschehen mit einem zum Lutherjahr komponierten Oratorium, der Akte Zwingli. Aus dieser Zusammenarbeit mit Hufeisen entstand eine Vielzahl von CDs.
Durchgängig seit Mitte der 1990er Jahre leitet Annegret Cratz ein Akkordeonensemble, dessen Mitglieder sich aus Spielern des Akkordeon-Orchesters Wiesbaden Dietmar Walther (AOWDW) zusammensetzt. Das bestehende Ensemble Accento macht Konzertreisen ins Ausland und konzertiert regelmäßig in Deutschland.
Seit April 1975 ist sie Konzertmeisterin des Akkordeon-Orchesters Wiesbaden Dietmar Walther.
Seit dem Jahr 2009 ist Annegret Cratz Mitglied des Theaterensembles vom Kuenstlerhaus43 in Wiesbaden. In dieser Funktion ist sie verantwortlich für die musikalische Gestaltung mehrerer Theaterproduktionen, wie auch in kleineren Sprechrollen zu erleben.
Zu ihrem ständigen Repertoire gehören Werke, angefangen z. B. bei Johann Sebastian Bach über Astor Piazzolla bis hin zur Weltmusik (Schwerpunkt Musettes).

## Privates
Cratz ist verheiratet und hat eine Tochter und einen Sohn.

## Veröffentlichungen

### CDs
Duo Concertante:
- Duo Concertante, 1989 TK292
- Tango Nuevo, 1992 DC 692
- AccordiTechno, 1997 HR 08.099.434
- Wolfgang Jacobi, Tonkünstler 1894-1972, CD III, Kammermusik LC 5699

Trio Vive la Chanson:
- Vive la Chanson, 2004 Zyx-Net-Fx (Zyx)

Mit Nick Benjamin:
- Tango. Ein Gefühl, das man tanzen kann (CD mit Hörbuch, Sprecher Nick Benjamin), 2007 HOER 9010

Mit Hans-Jürgen Hufeisen:
- Christrose he1004
- Jauchzet frohlocket he1011
- Stern über Bethlehem he1008
- Mein Schutzengel he1006
- Marienkonzert he1015
- Himmelslichter he1010
- Im Sonnenlicht he1007
- Taumond he1067
- Kindertraumland he1009
- Bleib bei mir, ISBN 978-3-87868-275-2
- Vierzehn Engel um mich stehn, ISBN 978-3-86917-758-8

Akkordeon-Orchester Wiesbaden Dietmar Walther e.V.:
- Musik für Akkordeonorchester 2, Hohner-Plattenverlag 1975
- Musik für Akkordeonorchester 6, Hohner-Plattenverlag 1978
- Musik für Akkordeonorchester, 1980
- Musik für Akkordeonorchester 11, Hohner-Plattenverlag 1987
- Gala-Konzert Innsbruck '92 - Live-Aufnahme, Hohner-Plattenverlag 1993
- Urlaubsbilder, Diana-Records 1993
- Live in Concert, 1999
- Divertimento armonico, Melisma 2000